# Patriarcat d'Aquileia
|  | Aquest article tracta sobre la divisió administrativa catòlica. Si cerqueu el principat eclesiàstic, vegeu «Pàtria del Friül». |

El patriarcat d'Aquileia - Patriarcato di Aquileia (italià); Patriarchatus Aquileiensis (llatí) - és una seu metropolitana suprimida de l'Església catòlica a Itàlia. Preliminarment, una aclariment és indispensable: l'expressió "patriarcat d'Aquileia" es pot utilitzar per indicar tres realitats històriques i diferents entitats jurídiques:
- la diòcesi sotmesa a la jurisdicció immediata i directa del bisbe d'Aquileia;
- la província eclesiàstica d'Aquileia, que és la totalitat de les diòcesis en què l'Església d'Aquileia tenia jurisdicció canònica com a arxidiòcesi;
- el principat temporal també anomenat Pàtria del Friül, que certes circumstàncies històriques assignaven al cap de l'Església d'Aquileia.[1]

Aquestes tres realitats no van coincidir ni temporalment ni quant a l'extensió territorial, i van sofrir diverses modificacions al llarg dels segles.

## Territori
Com a realitat eclesial el patriarcat d'Aquileia era una de les diòcesis i metròpolis més grans de tota l'edat mitjana europea. Fins al 811 la seva província eclesiàstica va arribar al riu Danubi al nord, al llac Balaton a l'est, mentre que a l'oest va arribar a Como i l'actual Cantó de Ticino. Al sud incloïa Ístria fins al 1751, any de la seva supressió. El 811, l'emperador Carlemany va prendre els límits del nord del riu Danubi fins al riu Drava. La diòcesi d'Aquileia també era molt extensa. El patriarca va supervisar les diòcesis episcopals incloses en la seva jurisdicció metropolitana i nomenava el bisbe. Al territori de la seva diòcesi, va servir com a bisbe a través dels seus vicaris.
A més de realitzar l'autoritat religiosa del patriarca d'Aquilea obtenien la investidura feudal (1077-1420) en el Friuli, i en alguns períodes històrics els límits geogràfics i polítics de la Pàtria del Friül es van estendre fins a Ístria, Valle del Biois, Cadore, Caríntia, Carniola i Estíria.
El patriarca tenia la seva residència a diferents localitats de la diòcesi, mantenint sempre el títol d'Aquilea: la mateixa Aquileia, on es trobava la basílica catedral de l'Assumpció de Santa Maria, a més de continuació, Grado, Cormons, Forum Iulii (l'actual Cividale del Friuli) i Udine.

## Història

### Els orígens de la comunitat cristiana

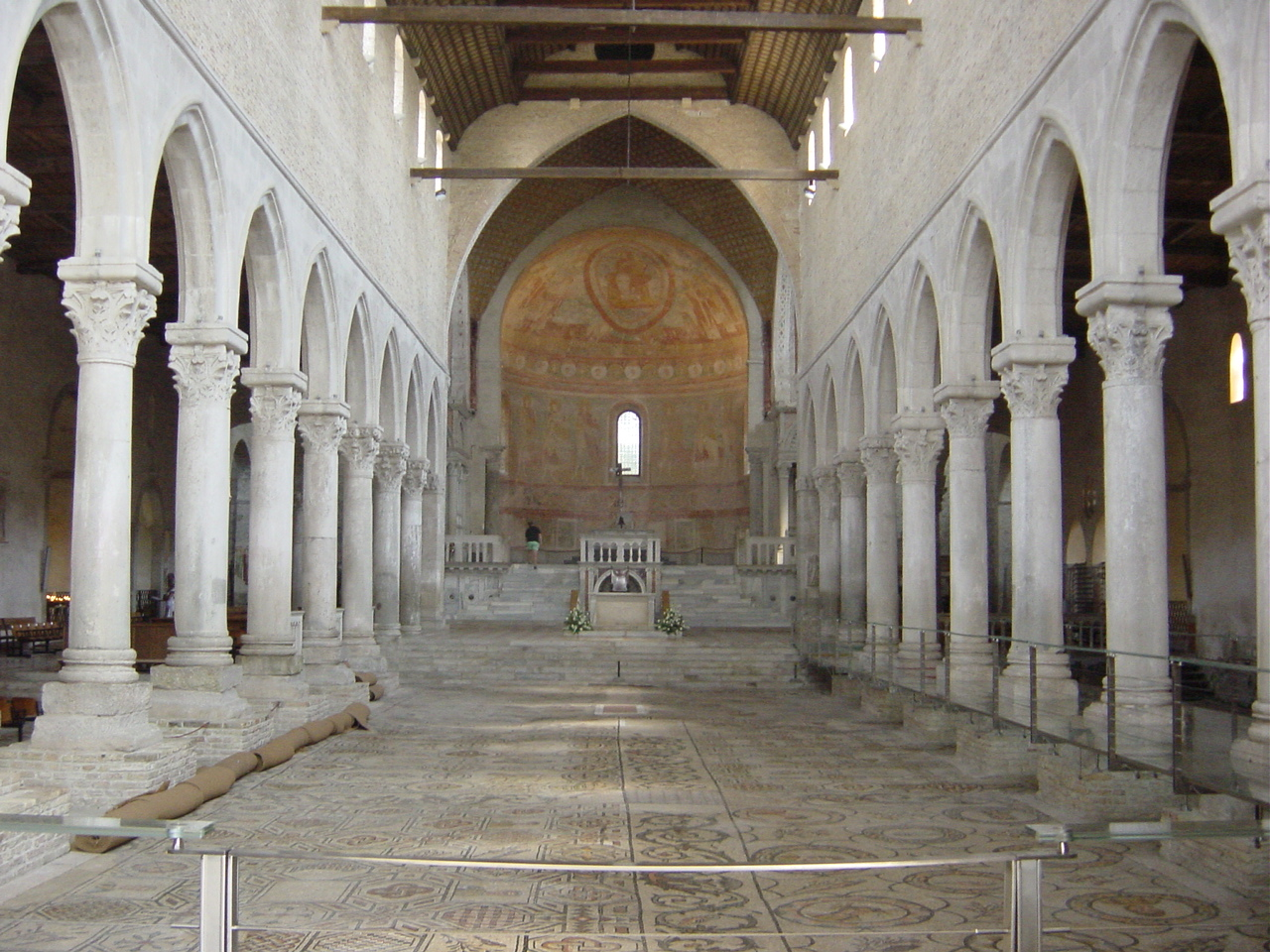
L'interior de la basílica patriarcal d'Aquileia

Aquileia va ser una puixant ciutat portuària romana, fundada l'any 181 aC com una colònia i avançada militar. Es va convertir en la capital de la Regio X. En la seva importància, en els primers segles de l'era cristiana, tenia uns 200.000 habitants i era la quarta ciutat més gran de la península italiana, després de Roma, Milà i Càpua. Un important port fluvial sobre el riu Natissa, va ser el punt de partida per al trànsit a la zona danubiana i del Nòric i a les províncies d'Il·líria i Panònia.
Sembla que, fins i tot abans del segle iii, existia a Aquileia una comunitat cristiana amb forts llaços amb l'església patriarcal d'Alexandria a Egipte, que emetrien, suposant que els primers missioners van arribar d'Alexandria.
Aquileia aviat es va convertir en un important centre del cristianisme per a la Itàlia nord-oriental i les regions circumdants, de manera que ja en el segle iv, el bisbe era eminent per a l'extensió del territori de la seva jurisdicció i la litúrgia celebrada en el ritu, posteriorment anomenat patriarcal (que va estar en vigor fins 1596, i el 2007 va ser reimprès en facsímil el Missal Aquilejensis Ecclesiae del 1517 amb l'antic ritu aquileià). A la fi del segle IV (381) va celebrar el concili d'Aquileia, promogut per sant Ambròs de Milà i presidit per l'arquebisbe d'Aquileia, sant Valerià, qui va condemnar els bisbes pro-arrians Palladio di Raziaria i Secondiano de Singidunum i les doctrines arrianes que s'estenien a occident.
En aquest moment es van crear les diòcesis sufraganes (Iulium Carnicum, Trento, Concordia, etc.), dependents de l'arquebisbe o metropolità d'Aquileia.
Sota l'arquebisbat de sant Cromaci (388-408), hi va haver un període d'un fèrtil vigor religiós i cultural per la presència simultània a la ciutat de sant Jeroni, traductor de la Bíblia, i Rufí d'Aquilea, traductor de les obres d'Orígenes.

### La província metropolitana
A Occident les circumscripcions metropolitanes van començar a formar-se des del final del segle iii, el model d'organització imperial romana, no tant en virtut dels decrets canònics explícits, sinó per a la consolidació de la convergència tradicional i espontània de diòcesis perifèriques al seu centre metropolità. Al nord d'Itàlia, sobretot després de la mort de sant Ambròs, s'estava formant, al costat de Milà, la ciutat d'Aquilea, l'església de la qual s'havia convertit al final del segle iv la tribuna de l'ortodòxia i el seu clergat va ser distingit per la seva intensa activitat missionera.
La metròpoli del bisbe d'Aquileia comprenia, ja en el segle v, els territoris de Venetia et Histria, amb exclusió de les diòcesis de Cremona i Brèscia, la Raetia secunda, de Noricum, la Pannonia prima i la Pannonia Savia. Era un vast territori, que limitava a l'oest, pel curs del Po en el tram que va des de la font fins a la confluència amb el Mincio, a continuació, procedir al nord, incloent el llac de Garda, arribava al riu Danubi a la confluència de l'Iller ; després anava cap al nord des del curs del Danubi fins a Brigenzio; a l'est limitava per una línia gairebé recta cap al sud del Sava, i després virava a l'oest paral·lel al riu, fins i incloent la part occidental de la península d'Ístria.
Així, mentre que l'organització imperial es desfeia, l'Església d'Aquileia reconstruïa precisament en un sector crític per a Occident un nou ideal d'unitat. En 626 es va convertir en la seu del Patriarcat i els seus patriarques van ser reconeguts prínceps sobirans amb donacions fetes pel llombards s'estén gradualment la seva jurisdicció dins el comtat de Friül. El 811 el territori de l'arxidiòcesi s'estenia des del costat oriental del Tagliamento fins al sud de San Daniele; seus límits procedir després al nord de la conca de Carnia fins Cima Cadin al sud de Pieve di Cadore, inclosos el Cadore fins a la conca sud del corrent Boite, el Tofane, els tres pics de Lavadero i del Vanscuro baixava fins al Drava, el qual va servir com la frontera nord de Marburg a la frontera sud-oriental de l'Imperi, per anar fins al nord-oest fins a les proximitats de Postojna, San Vito Vipacco, Sesana, amb exclusió de Trieste i Grado.

A partir del segle xiii les diòcesis sufraganies es van restringir als següents:
- Màntua;
- Como;
- Trento;
- Verona;
- Vicenza;
- Pàdua;
- Treviso;
- Concordia;
- Ceneda;
- Feltre;
- Belluno;
- Pola;
- Parenzo;
- Pedena;
- Trieste;
- Capodistria;
- Cittanova.

### Fundació del patriarcat

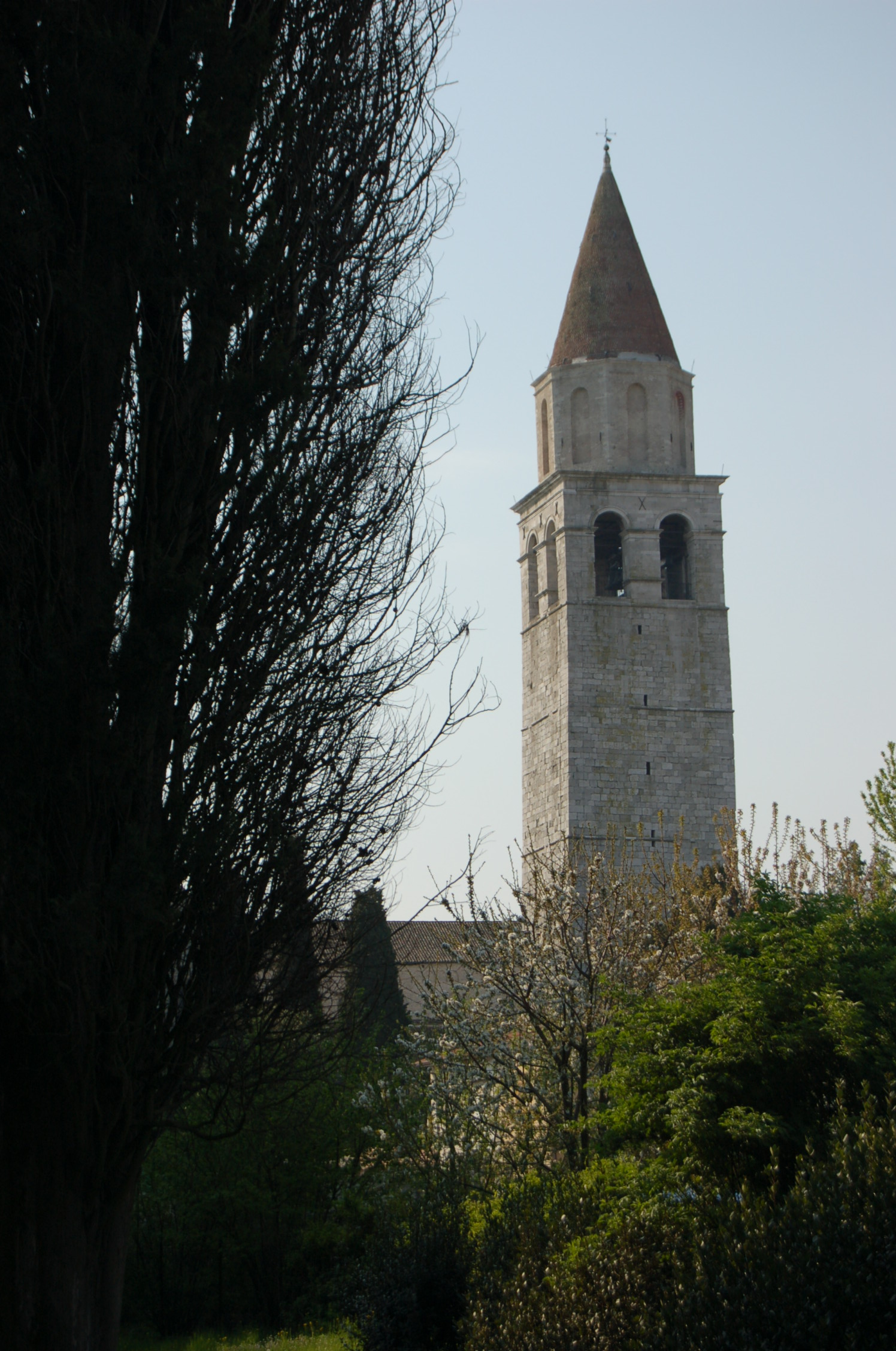
El campanar de la basílica patriarcal d'Aquileia

En 554 els arquebisbes metropolitans de Milà i Aquileia es van negar a unir-se a la condemna pronunciada per l'emperador Justinià I contra els textos de tendència nestoriana conegudes com els Tres Capítols i, per tant, no compartiren les conclusions del Concili de Constantinoble II, donant lloc a una cisma conegut com el cisma tricapitolí: en 557, durant el sínode provincial convocat a Aquileia per a l'elecció del nou metropolitana Paulí I, que va succeir a Macedoni, amb la participació de bisbes diòcesis sufragànies, es va confirmar que no reconeguessin les conclusions del Concili de Constantinoble i esdevingué una església autocèfala. En 568, sota la pressió de la invasió longobarda, Paulí va traslladar la seu episcopal a Grado, sota la protecció de l'Imperi Romà d'Orient, on va ser proclamat patriarca.
L'Església d'Aquileia va ser elevada a patriarcat per emfatitzar la independència jeràrquica de Roma i Constantinoble, però el 606 el patriarcat es dividí en dos, amb un patriarca d'Aquileia i un a Grado; aquesta divisió va ser determinada tant per raons doctrinals, tant per la situació política va canviar a la regió: l'interior del Friül, incloent Aquileia, sota el domini longobard, va quedar vinculat a la qüestió dels tres capítols, mentre que la costa adriàtica de la Venetia marítima, sota la influència de l'Imperi Romà d'Orient, va ser catòlica. El cisma dels Tres Capítols finalment es recomposà finalment el 699 amb el Concili de Pavia amb el retorn d'Aquileia a l'ortodòxia catòlica, (l'Església de Milà feia temps que havia tornat a la comunió amb Roma). Fins i tot després de la reconciliació entre els tricapitolins i els catòlics, la diòcesi de Aquileia va continuar dividida, fins que en 731 es va establir la separació canònica entre el Patriarcat d'Aquilea (amb diòcesis sufragànies del Friül i l'interior fins de Como) i el patriarcat de Grado (amb les diòcesis sufragànies del ducat de Venècia), que més tard es va convertir en el patriarcat de Venècia (el 1105 de facto amb el trasllat de la seu patriarcal, i en 1451 de iure amb l'establiment del nou títol). El 827 el concili de Màntua va intentar en va reunificar els patriarques de Grado i Aquileia. A la fi del segle viii governava el patriarcat Sant Paulí II († 802), teòleg, home liturgista i gran de la cultura.
Enquadrat en el ducat de Friül durant el regne longobard, després de la conquesta franca, el territori de Friül va ser organitzat com la Marca del Friül. En 952 es va establir la Marca de Verona i Aquileia, inicialment sotmesa al Ducat de Baviera, juntament amb Ístria, Caríntia i Carniola, i després, en 976, emmarcat en el nou ducat de Caríntia. El patriarca Poppó (1019-1042), la família i el ministre de l'emperador Conrad II, el 13 de juliol de 1031 consagrà la nova catedral i les noves muralles d'Aquileia, es va esforçar per alliberar-se del control del ducat de Caríntia i va xocar amb els venecians a Grado, on es va veure obligat, en primer lloc per les armes de la República de Venècia i després per un sínode papal, a renunciar a la conquesta de Grado.

### Alliberament del feu d'Aquileia

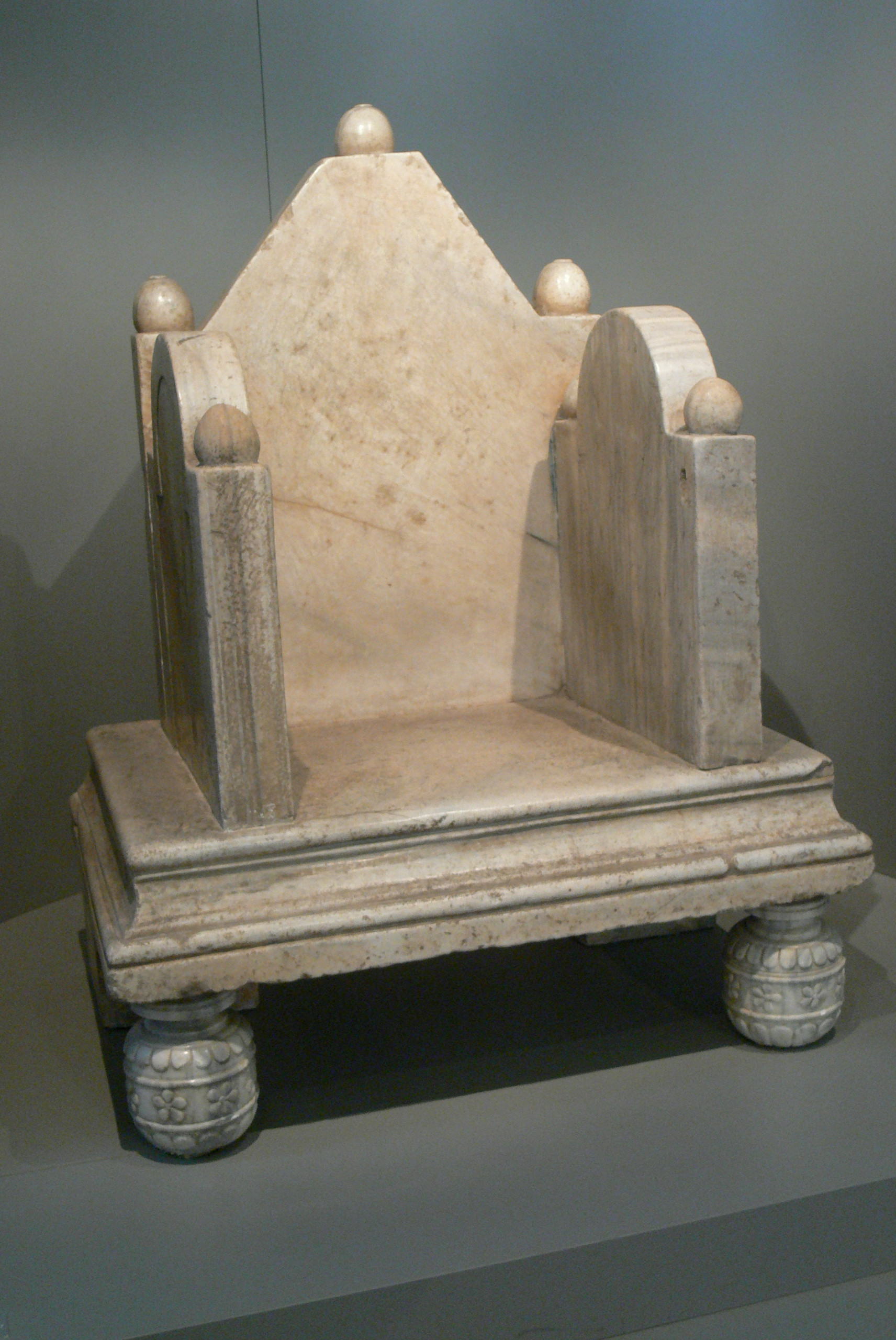
El tron del patriarca
(Cividale del Friuli, Museo cristiano)

El 1077 els patriarques van adquirir el títol de ducs del Friül. Després de llargues batalles amb Venècia (1206) i posteriorment amb Treviso que protegien els nobles rebels friuls, el seu poder també es va reduir a causa de la malària que va delmar les poblacions costaneres. En 1420 la República de Venècia va conquistar el Friül i en 1445 el Papa Eugeni IV va reconèixer els patriarques l'únic domini d'Aquileia, ara reduït a un míser poble, al mateix temps que el 1509 va ser conquistat pels Habsburg, tancant de fet el poder temporal dels patriarques que van romandre Senyors de Codroipo, San Daniele i San Vito.

### Final del patriarcat
El 6 de juliol de 1751 el Papa Benet XIV va suprimir el Patriarcat d'Aquilea amb la butlla Iniuncta nobis sol·licitada per Venècia i els Habsburg d'Àustria, arran de les greus disputes entre Venècia i Àustria per a la designació dels metropolitans. En el seu lloc es va erigir l'arxidiòcesi d'Udine i l'arxidiòcesi de Gorizia de tal manera que resolgués el problema d'una sola diòcesi dividida entre la jurisdicció d'Àustria i veneciana. Això significava la "degradació" d'Udine, que encara que no era seu patriarcal, sinó tan sols era lloc de residència del patriarca, es va convertir en arquebisbat real, i l'elevació de Gorizia que fins a aquest moment havia estat només una arcidiaconia dins de la gran diòcesi de Aquileia.

### Seu arquebisbal titular
El 1968 es va establir la seu titular d'Aquileia, amb dignitat arxiepiscopal.

## Llista de bisbes i patriarques
El catàleg més antic dels bisbes d'Aquileia ha arribat fins a nosaltres en una versió dual, un catàleg d'Aquileia i un catàleg de Grado, els quals provenen de la divisió que va patir el patriarcat al segle vii. Les dues versions, en la seva primera versió, es remunten al segle xi: el d'Aquileia (el Chronicon Aquileiense) es reprodueix en un codi publicat per primera vegada per De Rossi a Monumenta ecclesiae aquileiensis (1740); la segona versió apareix en el Chronicon venetum i en el Chronicum gradense de Giovanni Diacono.
Els dos catàlegs, que convergeixen en el nombre i ordre dels noms dels bisbes, a excepció d'alguna omissió menor o transposició, es deriven de fonts anteriors; de fet ja eren coneguts al segle ix i també a Pau Diaca al segle viii . Informa dels anys, mesos i dies del govern de cada bisbe, però com que hi ha diversitat i varietat en les cites, no és, des d'aquest punt de vista, molt fiable; ambdós catàlegs indiquen com a protobisbe a Hermàgores, mentre que el primer bisbe documentat per fonts alienes als catàlegs, és Teodoro, que va participar en el primer concili d'Arles del 314.
Sobre la història de prelats d'Aquileia, Pio Paschini escriu que «la cronologia establerta en el "Chronicon Aquileiense" és totalment errònia, perquè contrasta amb les dades que tenim; i la de la Dandolo no pot dir-se de manera certa i definit, que els anys dels bisbes d'Aquileia no poden anticipar o diferir segons la importància i la gravetat de les conjectures que es pot fer».

### Bisbes d'Aquileia (50-355)
- Sant  Hermàgores † - escollit, segons la tradició, per sant Marc, primer evangelitzador d'Aquileia
- Sant Ilario † (? - 284?)
- Crisògon I †
- Sant Crisògon II † (inicis del segle iv)
- Teodoro † (citat el 314)
- Agapito †
- Benet † (citat el 337)
- Fortunaziano † (abans del 342/344 - després del 356)

### Arquebisbes d'Aquileia (355-558)
- San Valeriano † (abans del 372 - 27 de novembre de 386 o 388 mort)
- San Cromati † (desembre de 388 o gener de 389 - vers 407 o 408 mort)
- Agostino † (407 o 408 - després del 418)
- Adelfo † (abans del 431 - ?)
- Massimo †[20]
- Januario † (abans del 442 - després del 447)
- Secondo †
- San Nicees † (citat el 458)
  - Marcelliano † (citat el 501) (antibisbe)
- Marcellino † (citat el 499)
- Stefano I †[21]
- Macedonio † (citat el 552;[22] s'adderí al Cisma tricapitolí)

### Patriarques d'Aquileia (558-1751)
- Paolino I † (cimàtic; 558/561 - 569 mort)[23]
- Probino † (cimàtic; 569 - vers 570 mort)
- Elia † (cimàtic; 571 - vers 586 mort)
- Severo † (cimàtic; 586 - maig/de novembre de 606 mort)[24]

#### Duplicació de la seu patriarcal (606-698)
| Patriarques ortodoxos amb seu a Grau - Candidiano † (606 - 612 mort) - Epifanio † (612 - 613 mort) - Cipriano † (613 - 627 mort) - Primogenio † (630 - vers 648 mort) - Massimo II † (citat el 649) - Stefano II † (670 - ?) - Agatone † (citat el 680) - Cristoforo † (685 - ?) | Patriarques cismàtics tricapitolins amb seu a Aquileia - Giovanni I † (606 - ? mort) - Marciano † (623 - 628 mort) - Fortunato (al voltant al 628) - Felice † (649 - ?) - Giovanni II † (663 - ?) - Giovanni III † (680 - ?) |

### Després de la recomposició del cisma tricapitolí (698)
- Pietro I † (698 - després del 700)[25]
- Sereno † (vers 711 - després del 723)
- Callisto † (vers 726 - després del 737)[26]
- Sigualdo † (abans del 762 - vers 776 mort)
- San Paulí II † (776 - 11 de gener de 802 mort)
- Orso I † (802 - 811 mort)
- Massenzio † (811 - després de novembre de 833 mort)
- Andrea † (vers 834 - després l'844)
- Venanzio † (menzionato nell'850)
- Teutmaro † (citat el de febrer de 855)
- Lupo I †
- Valperto † (abans de875 - vers 899 mort)
- Federico I † (vers 901 - 23 de febrer de vers 922 mort)
- Leone † (922 - vers 927 mort)
- Orso II † (abans del 928 - vers 931 mort)
- Lupo II † (vers 932 - després del 13 de març de 944 mort)
- Engelfredo † (vers 944 - de novembre de-de desembre de 963 mort)
- Rodoaldo † (13 de desembre de 963 - 983 o 984 mort)
- Giovanni IV di Ravenna † (983 o 984 - després del 1017)
- Poppó † (de juliol de 1019 - 29 de setembre de 1042 mort)[27]
- Eberardo † (1045 - 1049 mort)
- Gotebaldo † (1049 - ?)
- Ravengerio † (? - 1068 mort)

### Principis de l'Estat patriarcal d'Aquileia (1077-1420)
- Sigeardo di Beilstein † (1068 - 12 d'agost de 1077 mort)
- Enrico di Biburgo † (abans del 17 de setembre de 1077 - 1084 mort)
- Federico di Moravia † (1084 - 1085 mort)
- Ulrico di Eppenstein † (1085 - 11 de desembre de 1121 mort)
- Gerardo Primiero † (abans del 21 de maig de 1122 - 1128 deposat)
  - Egilberto di Bamberga † (1129 - 1130) (patriarca eletto)
- Pellegrino di Povo di Beseno di Manzano † (vers 1130 - vers 1161 deposat)
- Ulrico di Treven † (24 de setembre de 1161 - 2 d'abril de 1182 mort)
- Goffredo di Hohenstaufen † (1182 - vers 1194 mort)
- Pellegrino di Ortenburg-Sponheim † (abans de8 de febrer de 1195 - vers 15 de maig de 1204 mort)
- Volchero di Erla † (24 de juny de 1204 - 10 de febrer de 1218 mort)
- Bertoldo di Andechs-Merania † (27 de març de 1218 - 23 de maig de 1251 mort)[28]
- Gregorio da Montelongo † (29 de novembre de 1251 - 8 de setembre de 1269 mort)
  - Filippo di Carinzia † (1269 - 1273) (no confirmat)[29]
- Raimondo della Torre † (21 de desembre de 1273 - 23 de febrer de 1299 mort)
  - Corrado di Slesia (1299) (no confirmat)[30]
- Pietro Gerra † (8 de juliol de 1299 - 19 de febrer de 1301 mort)[31]
- Ottobuono di Razzi † (29 d'abril de 1302 - 13 de gener de 1315 mort)
  - Gillo da Villalta † (1315 - 1316) (no confirmat)[32]
- Cassono della Torre † (10 de gener de 1317 - 20 d'agost de 1318 mort)
- Pagano della Torre † (23 de març de 1319 - 19 de desembre de 1331 mort)
- Beato Bertrando di San Genesio † (4 de juliol de 1334 - 6 de juny de 1350 mort)
- Nicola di Lussemburgo † (22 d'octubre de 1350 - 29 de juliol de 1358 mort)
- Ludovico della Torre † (10 de maig de 1359 - 30 de juliol de 1365 mort)
- Marquardo di Randeck † (23 d'agost de 1365 - 3 de gener de 1381 mort)
- Felip d'Alençon † (1381 - 1387 renuncià)
- Giovanni Sobieslaw di Moravia † (13 de juny de 1388 - 12 d'octubre de 1394 mort)
- Antonio Caetani † (27 de gener de 1395 - 2 de febrer de 1402 renuncià)
- Antonio Panciera † (27 de febrer de 1402 - 13 de juny de 1408 deposat)
- Antonio Da Ponte † (26 de juny de 1409 - de juny de 1411 deposat)
- Antonio Panciera † (de juny de 1411 - 4 de març de 1412 renuncià) (per segona vegada)
- Ludovico di Teck † (6 de juliol de 1412 - juliol de 1439 mort)

### Patriarques sota la dominació veneciana (1420-1751)
- Ludovico Scarampi Mezzarota † (18 de desembre de 1439 - 22 de març de 1465 mort)
  - Alessandro di Masovia † (1439 - 4 de juny de 1444 mort) (antipatriarca)[33]
  - Sede vacante (1465-1470)
- Marco Barbo † (18 de març de 1470 - 2 de març de 1491 mort)
- Hermolao Barbaro † (6 de març de 1491 - de juliol de 1493 mort)
- Nicolò Donato † (4 de novembre de 1493 - 3 de setembre de 1497 mort)
- Domenico Grimani † (13 de setembre de 1497 - 1517 renuncià)
- Marí Grimani † (19 de gener de 1517 - 16 d'abril de 1529 renuncià)
- Marco Grimani † (18 d'abril de 1529 - 1533 renuncià)
- Marí Grimani † (17 de setembre de 1535 - 1545 renuncià) (per segona vegada)
- Giovanni Grimani † (23 de gener de 1545 - 16 de desembre de 1550 renuncià)
- Daniel Barbaro † (17 de desembre de 1550 - després del 14 de juliol de 1574 mort)
- Aloisio Giustiniani † (després del 14 de juliol de 1574 - 1585 mort)
- Giovanni Grimani † (11 de novembre de 1585 - 3 d'octubre de 1593 mort) (per segona vegada)
- Francesco Barbaro † (3 d'octubre de 1593 - abril de 1616 mort)
- Ermolao Barbaro † (d'abril de 1616 - 22 de desembre de 1622 mort)
- Antonio Grimani † (22 de desembre de 1622 - 26 de gener de 1628 mort)
- Agostino Gradenigo † (26 de gener de 1628 - 25 de setembre de 1629 mort)
- Marco Gradenigo † (25 de setembre de 1629 - abans del 18 d'abril de 1655 mort)
- Girolamo Gradenigo † (abans del 18 d'abril de 1655 - abans del 29 de desembre de 1657 mort)
- Giovanni Dolfin † (abans del 29 de desembre de 1657 - 20 de juliol de 1699 mort)
- Dionisio Dolfin † (20 de juliol de 1699 - 13 d'agost de 1734 mort)
- Daniele Dolfin † (13 d'agost de 1734 - 6 de juliol de 1751 nomenat arquebisbe d'Udine amb títol personal de patriarca)

## Arquebisbes titulats
- Joseph Höffner † (6 de gener de 1969 - 24 de febrer de 1969 després arquebisbe de Colònia)
- Michele Cecchini † (26 de febrer de 1969 - 26 d'abril de 1989 mort)
- Marcello Costalunga † (10 de desembre de 1990 - 5 de maig de 2010 mort)
- Charles John Brown, des del 26 de novembre de 2011